# Tandrem
En tandrem er en type rem, der anvendes til at overføre kraft fra en roterende aksel til en anden, og den består af et bånd med tænder på indersiden. Disse tænder griber ind i tandhjul, der også har tænder, hvilket giver en mere pålidelig overførsel af kraft end en glat rem, der kan glide på en glat overflade.
Tandremmen blev opfundet i begyndelsen af det 20. århundrede af svenskeren Gideon Sundback, der også er kendt for at opfinde lynlåsen. Han patenterede sin opfindelse i 1917, og den blev snart anvendt i et bredt udvalg af maskiner og apparater.
Tandremme bruges ofte i motorer og andre mekaniske systemer, hvor der er behov for at overføre kraft fra en aksel til en anden på en præcis måde. De er især almindelige i biler. De anvendes også i en række andre maskiner, herunder cykler, skrivemaskiner, symaskiner, printere og andre former for mekanisk udstyr.
Fordelen ved at anvende en tandrem i stedet for en glat rem eller en kæde er, at tandremme er mere præcise og mindre støjende, hvilket gør dem velegnede til applikationer, hvor der er behov for en jævn og stille drift. Derudover kræver de ofte mindre vedligeholdelse end kæder, da der ikke er behov for smøring.
Der findes mange forskellige typer tandremme, herunder remme med forskellige bredder, længder og tænder, der er designet til at imødekomme forskellige krav til forskellige applikationer. Nogle af de mest almindelige typer er tandremme af polyuretan, gummi med glasfiber forstærkning, som er lavet til at modstå høje temperaturer, kemikalier og andre påvirkninger.
I alt kan tandremme findes i en lang række forskellige maskiner og udstyr, hvor der er behov for præcis og pålidelig kraftoverførsel. Deres pålidelighed og effektivitet gør dem til en populær løsning i mange industrier og applikationer, og de vil fortsat være en vigtig del af mekanisk teknologi i mange år fremover. Afhængigt af motor og -type af tandrem har en tandrem normalt en levetid på 60.000–120.000 km. eller ca. 10.000-20.000 arbejdstimer alt efter arbejdsforhold.